# Dorylus diadema
Dorylus diadema é uma espécie de formiga do gênero Dorylus.